# Filippo Nogarin
Filippo Nogarin (Livorno, 4 settembre 1970) è un politico italiano, sindaco di Livorno dal 2014 al 2019.

## Biografia
Di origine veneta per parte dei nonni paterni, si è laureato in Ingegneria aerospaziale all'Università di Pisa. Ha lavorato principalmente come responsabile di progetto. Nel 2013 entra nel consiglio direttivo dell'Ordine degli Ingegneri della provincia di Livorno, poi eletto come tesoriere da cui si dimetterà una volta assunto il ruolo di Sindaco di Livorno.

### Carriera politica

#### Prime esperienze
Da sempre ambientalista, in gioventù votò per Democrazia Proletaria.
Nel 2009 a Rosignano Marittimo è promotore della lista civica "Il Cambio", che abbandona a seguito di alcuni contrasti. Pur affermando di non fare parte del Partito Democratico, dichiara di appoggiare il pensiero di Alessandro Franchi, candidato del PD poi effettivamente eletto sindaco di Rosignano.

#### Sindaco di Livorno
Negli anni seguenti si avvicina al Movimento 5 Stelle fondato da Beppe Grillo.
In occasione delle elezioni comunali del 2014, è stato candidato dal M5S come sindaco di Livorno. Al primo turno ha ottenuto il 19,01% dei voti, riuscendo ad accedere al ballottaggio, che ha poi vinto con il 53,06% contro il candidato Marco Ruggeri del Partito Democratico sostenuto da Sinistra Ecologia Libertà, Italia dei Valori e dalle liste civiche Livorno Decide e Socialisti e Democratici Europei per Livorno.
È il primo sindaco di Livorno dal secondo dopoguerra a non appartenere a un partito di sinistra o di centro-sinistra, nonostante la sua posizione personale faccia comunque parte dell'ambientalismo critico di sinistra.
Il 7 ottobre 2014 Nogarin ha provveduto alla trascrizione di un matrimonio omosessuale celebrato all'estero, questo atto, in aperto contrasto con le indicazioni del Ministro degli Interni Angelino Alfano, darà luogo ad un procedimento giudiziario a suo carico poi finito con l'archiviazione.
Nel maggio 2016 Nogarin comunica di aver ricevuto un avviso di garanzia nell'ambito di un'inchiesta per la gestione di AAMPS (Azienda Ambientale Pubblici Servizi), società in house posseduta al 100% dal comune di Livorno che gestisce la raccolta della nettezza urbana in città.: la procura labronica contesta al sindaco un episodio di abuso d'ufficio in merito alla revoca del consiglio di amministrazione di tale società. La giunta guidata da Nogarin, al fine di risanare la municipalizzata, aveva stabilito con il tribunale di Livorno un concordato preventivo in continuità, ammesso il 14 luglio, al fine di garantire il pagamento dei debiti e l'erogazione dei servizi pubblici dell'azienda che presentava circa 40 milioni di euro di debiti. A metà di gennaio 2017 la maggioranza dei creditori della municipalizzata si è espressa favorevolmente sul piano di risanamento presentato dalla giunta comunale. Il 10 marzo successivo la sezione fallimentare del tribunale di Livorno ha concesso l'omologa del concordato preventivo richiesto da Aamps concludendo così la procedura e stabilendo che l’azienda opererà sotto l’ombrello del controllo del tribunale, con l’obbligo del pagamento dei creditori, fino al 2022.
L'elevato indebitamento relativo alla gestione dei rifiuti, determinato soprattutto alla crescente morosità, ha inoltre indotto la giunta guidata da Nogarin a fissare un aumento significativo della tassa sui rifiuti.
A gennaio 2016, un'indagine condotta da Ipr Marketing per il quotidiano Il Sole 24 Ore sull'indice di gradimento degli amministratori locali, pone Filippo Nogarin al 77º posto fra i sindaci delle città capoluogo; nel 2017 scende al 94º posto.
Alla fine di luglio 2016 Nogarin riceve alcune minacce con lo scopo di indurlo a riaprire una discarica di proprietà della Bellabarba S.r.l. situata nella frazione di Limoncino, una zona collinare periferica della città.
Nel 2017 risulta indagato relativamente al bando di gara per la ricerca del consulente legale che doveva portare la Società Porto Industriale Livorno verso il concordato preventivo in continuità.
Nel gennaio 2018 lo stesso Nogarin comunica di essere indagato per concorso in omicidio colposo plurimo nell'ambito dell'inchiesta sull'alluvione verificatasi a Livorno tra il 9 e il 10 settembre 2017.
Nel febbraio 2019, differentemente da quanto affermato in precedenza, Nogarin annuncia di non volersi ricandidare per la carica di primo cittadino alle elezioni comunali, dichiarando invece di voler correre per le elezioni europee. A marzo si presenta, dunque, alle europarlamentarie del Movimento 5 Stelle (elezioni online utili per la scelta dei candidati), superando sia il primo che il secondo turno e risultando come candidato al parlamento europeo. Il 26 maggio si piazza in terza posizione con 30.913 preferenze risultando il primo dei non eletti.
Successivamente all'insuccesso nelle europee, diventa consulente per Federico D'Incà, ministro per i rapporti con il Parlamento del governo Conte II, a cui è legato da un rapporto di amicizia.
Nel giugno 2020 viene nominato dal sindaco di Roma Virginia Raggi come consulente al bilancio all'interno della sua giunta.
Da marzo 2021 a luglio 2022 è stato amministratore delegato di Metropark gruppo Ferrovie dello stato.
Ad agosto 2022 viene inserito come dirigente d'azienda in Trenitalia assumendo la carica di Responsabile ricerca e Sviluppo e Direttore strategico per il MaaS (Mobility as a Service).
Il 13 ottobre 2023 in merito all'inchiesta sull'alluvione di Livorno del 9 e 10 Settembre 2017, l'ex sindaco viene condannato in primo grado a 3 anni di reclusione per omicidio colposo plurimo. Successivamente, il 16 aprile 2024 vengono depositate le motivazioni della sentenza.